# Kioku ni gozaimasen
Pour plus de détails, voir Fiche technique et Distribution.
Kioku ni gozaimasen (記憶にございません!, litt. « Je ne me souviens plus ! ») est une comédie japonaise écrite et réalisée par Kōki Mitani et sortie en 2019.
Elle est première du box-office japonais de 2019 lors de son premier week-end d'exploitation.

## Synopsis
Keisuke Kuroda (Kiichi Nakai) se réveille dans un lit d'hôpital et est incapable de se souvenir de qui il est. Il se faufile hors de l'hôpital et arrive à voir les nouvelles à la télévision. Il se rend compte qu'il est le Premier ministre du Japon, mais que sa cote de popularité est la plus basse de l'histoire. Lors d'un discours récent, il avait reçu une pierre lancée par un citoyen, ce qui lui a fait perdre la mémoire.
Un homme, qui semble être le subordonné de Keisuke Kuroda, l'emmène à la résidence officielle du Premier ministre. Les seules personnes au courant de sa perte de mémoire sont ses trois secrétaires, dont Isaka (Dean Fujioka). Keisuke Kuroda cache son amnésie à tout le monde, y compris à sa femme Satoko (Yuriko Ishida) et pense apporter des changements au pays.

## Fiche technique
- Titre original : 記憶にございません!
- Titre international : Kioku ni gozaimasen
- Réalisation : Kōki Mitani
- Scénario : Kōki Mitani
- Photographie : Hideo Yamamoto (ja)[1]
- Musique : Kiyoko Ogino (ja)[1]
- Montage : Sōichi Ueno (ja)[1]
- Son : Tetsuo Segawa
- Société de distribution : Tōhō
- Pays d’origine :  Japon
- Langue originale : japonais
- Format : couleur - 2,35:1
- Genre : comédie
- Durée : 127 minutes
- Date de sortie :
  - Japon : 13 septembre 2019[1]

## Distribution
- Kiichi Nakai : Keisuke Kuroda
- Dean Fujioka : le secrétaire Isaka
- Yuriko Ishida : Satoko Kuroda
- Masao Kusakari : Daigo Tsurumaru
- Kōichi Satō : Le journaliste Furugori
- Eiko Koike : Nozomi Banba
- Yuki Saitō : Suga
- Yoshino Kimura : Susan Saint James Narikawa
- Yō Yoshida : Akane Yamanisi
- Takashi Yamaguchi (en) : Yuichiro Yanagi
- Kei Tanaka (en) : Heitaro Ozeki
- Zen Kajihara (en) : Onoda
- Susumu Terajima : Minoru Nanjo
- Emma Miyazawa (en) : Wada
- Tatsuomi Hamada (en) : Atsuhiko Kuroda
- Yumiko Udo : la présentatrice du journal

## Distinctions
Sauf indication contraire, les informations mentionnées dans cette section peuvent être confirmées par la base de données cinématographiques IMDb,  présente dans la section « Liens externes ».

### Récompenses
- Hōchi Film Award 2019 du meilleur acteur pour Kiichi Nakai[2]
- Prix Blue Ribbon 2020 du meilleur acteur pour Kiichi Nakai[3]

### Sélections
- Hōchi Film Award 2019 du meilleur film pour Kōki Mitani[2]
- Japan Academy Prize 2020 : prix du meilleur acteur pour Kiichi Nakai et du meilleur scénario pour Kōki Mitani[4]
- Asian Film Critics Association Awards 2020 : NETPAC du meilleur acteur pour Kiichi Nakai et de la meilleure actrice dans un second rôle pour Yuriko Ishida